# 松博特海伊区
松博特海伊区（匈牙利語：Szombathelyi járás），是匈牙利沃什州的一个区，总面积646.36平方公里，总人口112,320人（2011年），人口密度174人/平方公里。中心城市为松博特海伊。

## 市镇
松博特海伊区包含一个州级市、一个城镇和38个村庄。